# Nikersgrunden
Nikersgrunden är en ögrupp i Finland. Den ligger i Norra kvarken och i kommunen Korsholm i den ekonomiska regionen  Vasa i landskapet Österbotten, i den västra delen av landet. Den ligger omkring 39 kilometer nordväst om Vasa och omkring 410 kilometer nordväst om Helsingfors.
Ögruppen omfattar öarna Stora Nikersgrund, Södra Nikersgrund, Kalkbådan, Håkos-Antosbådan, Ledbådan och Hästbådan. Öster om Nikersgrunden ligger den större ön Lappören och i sydväst ligger Björkögrunden. I väst och norr ligger Valörsgloppet och på bortom den Valsörarna med Storskär.